# 無齒蛤屬
無齒蛤屬是满月蛤科白球蛤亞科之下的一個屬。
本屬物種跟其他現屬白球蛤亞科的物種跟索足蛤科物種有密切關係。2005年，白球蛤屬從本屬分別出來。